# Titularbistum Babylon
Babylon (ital.: Babilonia) ist ein Titularbistum  der römisch-katholischen Kirche. 
Es geht zurück auf ein früheres Bistum der antiken Stadt Babylon in der römischen Provinz Aegyptus bzw. in der Spätantike Aegyptus Herculea und Augustamnica im östlichen Nildelta. Es gehörte der Kirchenprovinz Leontopolis an.